# Sítě kroků tvých
Sítě kroků tvých je jedenácté studiové album Hany Zagorové nahrané v Studio Mozarteum. Album vyšlo roku 1985. Hudební aranžmá vytvořil Karel Vágner se svým orchestrem.

## Seznam skladeb
Strana A:
1. Hej (Lída Nopová/Pavel Žák) 02:50
2. Poslední z posledních (Pavel Vaculík/Miroslav Černý) 02:43
3. Nic jí neschází (Karel Vágner/Miroslav Černý) 03:13
4. Noční dopis (Jiří Zmožek/Pavel Žák) 04:06
5. Starosti (Jiří Srnec/Zdeněk Borovec) 03:28
6. Sláva je bál (Niech žyje bal) (Seweryn Krajewski/Hana Zagorová) 04:49

Strana B:
1. Co mám ze své výhry (Vítězslav Hádl/Lucie Stropnická) 03:26
2. Maxitaxi (Jindřich Parma/Jaroslav Machek) 02:42
3. Nešlap, nelámej (Jiří Zmožek/Zdeněk Borovec) 03:32
4. Zločin století (Jaromír Klempíř/Zdeněk Rytíř) 02:24
5. Když svítím (Jan Rotter/Pavel Vrba) 03:07
6. Ztracená píseň (Karel Vágner/Hana Zagorová) 02:11
7. Sítě kroků tvých (Sur ta peau/Sulla tua pelle) (Riccardo Cocciante/Hana Zagorová)